# Vice-primeiro-ministro dos Países Baixos
 O Vice-ministro-presidente dos Países Baixos (em neerlandês:  Viceminister-president van Nederland), Comumente referida em Português como Vice-primeiro-ministro, é o oficial adjunto do chefe de governo da Holanda. Na ausência do Primeiro-ministro dos Países Baixos, o Vice-primeiro-ministro assume as suas funções, como presidir o Gabinete dos Países Baixos e o Conselho de Ministros dos Países Baixos. Convencionalmente, todos os partidos menores da coalizão recebem um vice, e os vice são classificados de acordo com o tamanho de seus respectivos partidos. Os vice-primeiros-ministros em exercício são Hugo de Jonge (Apelo Democrata Cristão), Kajsa Ollongren (Democratas 66) e Carola Schouten (União Cristã). 